# Eduardo Blanco Acevedo
Eduardo Blanco Acevedo (Montevideo, 14 de marzo de 1884 - Montevideo, 7 de julio de 1971) fue un médico y político uruguayo, perteneciente al Partido Colorado.

## Familia
Hijo de Juan Carlos Blanco Fernández y de Luisa Acevedo Vásquez. Sus hermanos Daniel, Juan Carlos y Pablo también tuvieron destacada actuación política, su hermana Luisa fue la esposa del Doctor Francisco Soca. Casado con Sara Shaw Usher.

## Carrera
Graduado como médico en 1912, se especializó en cirugía en Europa. Durante la Primera Guerra Mundial trabajó como cirujano en hospitales franceses, por lo que recibió numerosos reconocimientos por parte del gobierno de aquel país. Inclusive intervino al propio Mariscal Alphonse Juin, salvándole la amputación del brazo derecho. Al retornar al Uruguay, fue profesor en la Facultad de Medicina y publicó numerosos trabajos sobre temas de su especialidad.
En el plano político, en 1933 fue nombrado por el presidente Gabriel Terra (de quien era consuegro) como Ministro de Salud Pública, cartera que desempeñó hasta 1936. En ese año se incorporó a la banca en el Senado que había obtenido dos años antes. En las elecciones de marzo de 1938 fue candidato a la Presidencia de la República por una fracción terrista del Partido Colorado, acompañado en la fórmula por Eugenio Martínez Thedy; pero fue derrotado internamente por la candidatura de Alfredo Baldomir, también cercano al presidente Terra. 
En las elecciones de 1946 fue elegido nuevamente senador. En esa época se oye hablar del "blancoacevedismo" como un movimiento político importante dentro del Partido Colorado. En 1951 fue designado por el nuevo presidente Andrés Martínez Trueba como Ministro de Instrucción Pública y Previsión Social (actualmente Educación y Cultura). Un año después, el Parlamento lo eligió para ocupar un puesto en el primer Consejo Nacional de Gobierno, que completó el mandato de Martínez Trueba, hasta febrero de 1955. Al terminar dicho período, ocupó una banca en la cámara alta durante un período más, hasta 1959.